# Arne Feuring
Arne-Christian Feuring (* 2. Juli 1963 in Gronau (Leine)) ist ein deutscher Verwaltungsjurist und Polizeibeamter. Er war von 2014 bis 2015 Staatssekretär im Ministerium des Innern und für Kommunales des Landes Brandenburg und davor von 2011 bis 2014 Polizeipräsident des Landes Brandenburg.

## Leben

### Ausbildung
Arne Feuring studierte Rechtswissenschaften und legte das erste juristische Staatsexamen 1993 sowie das zweite juristische Staatsexamen 1996 ab. Im Anschluss trat er 1996 in den Dienst der Polizei des Landes Brandenburg und absolvierte von 1996 bis 1997 eine Stationsausbildung in den Polizeibehörden und Einrichtungen der Polizei. Von 1997 bis 1998 nahm er an einem Studienkurs an der Polizei-Führungsakademie in Münster teil.

### Laufbahn
Feuring hatte nach seiner Ausbildung zum Polizeibeamten des höheren Dienstes seine ersten Verwendungen im Polizeipräsidium Eberswalde von 1998 bis 2000 als Leiter der Führungsstelle im Schutzbereich Bernau und von 2000 bis 2002 als Leiter des Schutzbereiches Bernau. Von 2002 bis 2005 war er der Leiter des Stabes im Polizeipräsidium Potsdam sowie von November 2005 bis Juli 2007 Leiter der Staatsschutzabteilung im Landeskriminalamt Brandenburg. Sodann nahm er als Nachfolger von Klaus Kandt von Juli 2007 bis Januar 2011 das Amt des Polizeipräsidenten beim Polizeipräsidium Frankfurt (Oder) wahr. Im Januar 2011 übernahm er die Leitung des Aufbaustabes für das neue Polizeipräsidium.
Im Jahr 2011 wurde er unter Innenminister Dietmar Woidke (SPD) zum Polizeipräsidenten des Landes Brandenburg ernannt und war dies bis 2014.
Feuring wurde im November 2014 unter Minister Karl-Heinz Schröter (SPD) Staatssekretär im Ministerium des Innern und für Kommunales des Landes Brandenburg ernannt. Aufgrund einer Affäre um gefälschte Kriminalstatistiken trat Feuring 2015 vom Amt des Staatssekretärs zurück. Die Landesregierung übertrug ihm stattdessen die Leitung der Zentralabteilung im Amt eines Ministerialdirigenten im Ministerium für Ländliche Entwicklung, Umwelt und Landwirtschaft.